# 신세계 (백화점)
신세계(新世界, 영어: SHINSEGAE Inc.)는 대한민국의 유통업체이다.

## 역사

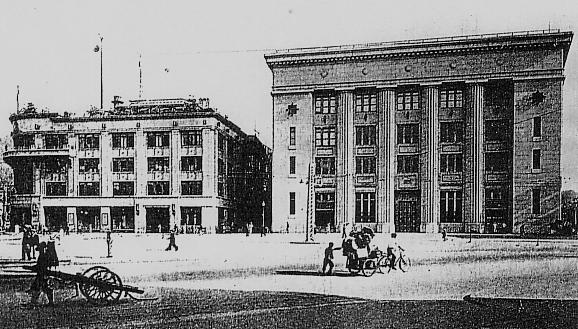
지금의 신세계백화점 본점에 있던 미쓰코시 경성점(왼쪽). 오른쪽 건물은 현재 한국스탠다드차타드은행 제일지점 (옛 제일은행 본점 건물)

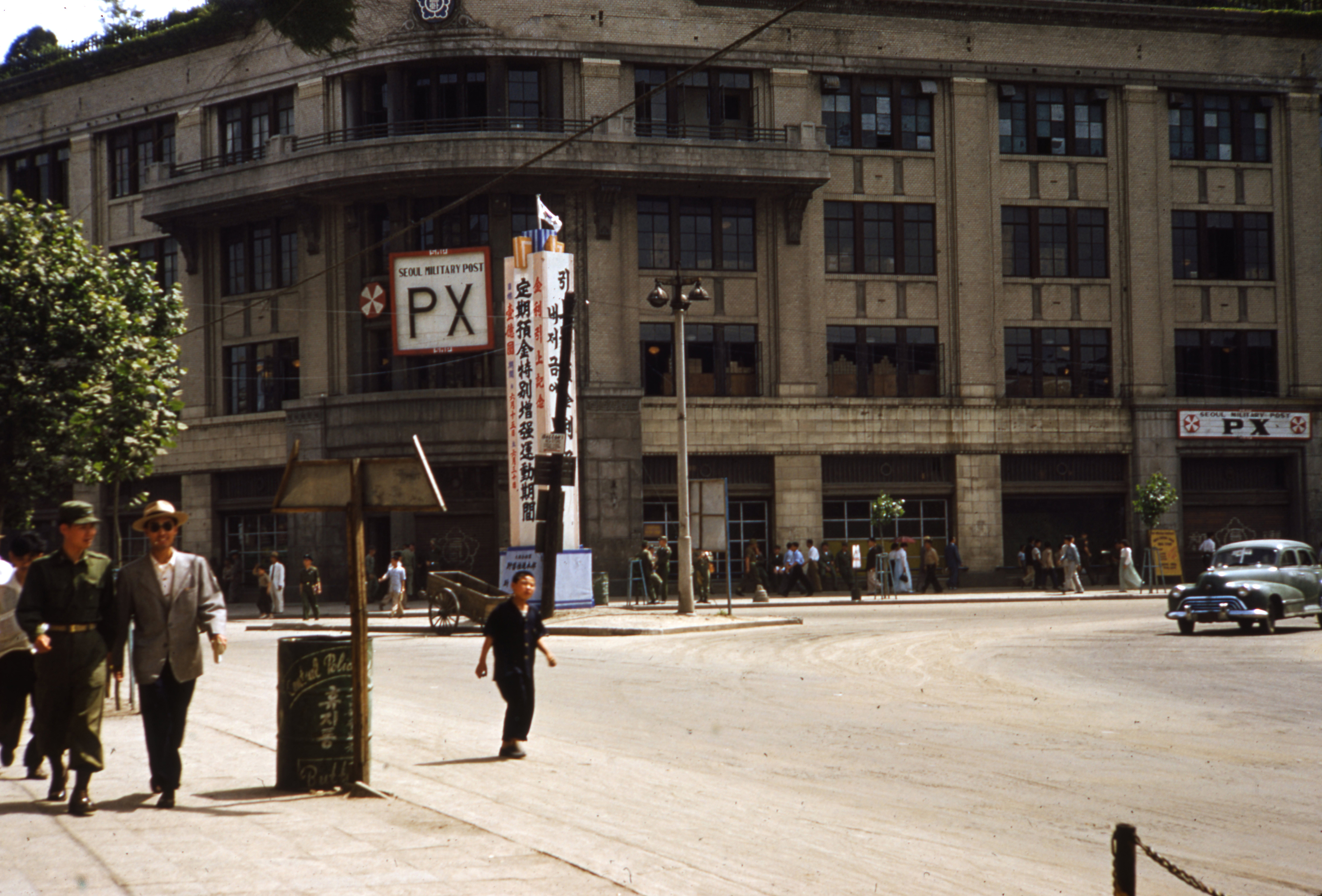
미군 PX로 사용되고 있는 신세계백화점 본점 건물 (1954년 6월)

신세계백화점 본점은 대한민국의 백화점 중 유일하게 본점의 옛 건물을 그대로 쓰고 있는 백화점이다. 1930년 10월 24일 개업한 미쓰코시 경성점을 그 시초로 하며, 해방 이후 동화백화점(東和百貨店)으로 영업하다가, 1963년에 삼성그룹으로 인수되어 상호를 신세계백화점으로 바꾸었다.
1967년 대한민국 최초로 바겐세일을 실시하였고, 1969년 대한민국 최초로 신용카드를 발급하였다. 1970년에 공작새로 심볼을 바꾸었으며, 1991년 삼성그룹에서 독립을 선언하여 1997년에 완전히 계열 분리되었다. 2001년에는 사명을 신세계백화점에서 신세계로 변경하였다.
2004년 10월 27일 비씨카드와 가맹점 수수료 분쟁이 일어나자 직불카드를 도입하였다. (신한은행, 우리은행)
2007년 대한민국의 유통 기업으로는 처음으로 국제 신용평가기관인 무디스로부터 A3(안정적) 신용 등급을 획득하였다. 이는 아시아에서 일본의 이세탄, 한큐백화점과 함께 최고 수준이다. 현재 신세계는 14개의 지점(본점, 강남점, 영등포점, 인천점, 경기점, 의정부점, 광주신세계, 대구신세계, 마산점, 충청점, 센텀시티점, 스타필드 하남점, 김해점, 대전 엑스포점)을 운영하고 있으나, 그 중 자가 건물은 서울 충무로1가 본점과 부산 센텀시티점, 경기점, 마산점, 의정부점, 동대구복합환승센터가 있는 대구신세계, 스타필드 하남점, 김해점 등 7곳이 뿐이다. 이로 인하여 롯데백화점이 인천점 부지 매입에 나서는 바람에 인천점을 빼앗기게 되는 원인이 되었다. 이 사건 이후 강남점이 입점하고 있는 센트럴시티를 인수하게 된다.
2012년 11월 21일에 현금카드 결제 시스템을 도입하였다. 충청점을 제외한 모든 점포, 이마트 및 이마트에브리데이 전점에서 사용이 가능하다.
2015년 신세계그룹과 한국스탠다드차타드은행이 업무 제휴를 맺음에 따라 스마트 뱅킹 유닛 기반의 소규모 출장소인 뱅크데스크를 센텀시티점을 시작으로 백화점 구내에 신설했다. 그 전에는 충무로1가 본점 바로 옆에 있는 한국스탠다드차타드은행 제일지점 건물을 사들인 일이 있다.
2016년 4월에 키자니아 부산에 '백화점' 체험관을 개장한다. 2018년 7월 2일부터 본점과 강남점제외하고 오전 11시부터 영업하다가 2021년 12월 1일부터 식당가 제외한 모든 점포가 오전 10:30으로 변경되었다. 대한민국의 첫 백화점이다. 당시엔 최대 규모였다.

## 지점 현황

### 백화점

#### 수도권
- 본점

서울특별시 중구에 위치하며, 1930년 10월 24일에 미쓰코시 경성점으로 개점하였다. 남대문시장과 가깝고, 서울 지하철 4호선 회현역과는 지하 통로로 연결되어 있다. 2006년 8월 신관이 오픈하였다. 2016년 5월 18일 신관 8~12층에 신세계면세점 명동점이 개점하였다.
- 타임스퀘어점

영등포점은 1984년 5월 1일 서울특별시 영등포구 영중로 9(영등포동4가) 부근에 개점하였다. 그러나 영업 면적이 적어 열세를 보였고, 2008년 경방필백화점의 위탁 경영 계약을 체결하여, 신세계백화점과 (구)경방필백화점 사이 연결 통로 공사 및 영등포역 지하 연결통로 공사 등 5년간의 공사가 끝나고 2009년 9월 16일 리뉴얼 오픈하였다. 그리고 경방필 매장과 통합하여 타임스퀘어를 비롯한 복합 쇼핑몰로 재탄생하였다. 2020년 6월 26일 부로 점포명칭을 신세계백화점 타임스퀘어점으로 개칭하였다
- 강남점

2000년 10월 5일 서울특별시 서초구에 위치한 센트럴시티 내에 개점하였다. 고속터미널역과 연결되어 있다. 2016년 2월 26일 확장 및 증측 공사를 끝내고 서울 시내 최대 규모의 백화점으로 리뉴얼 오픈하였다. 메가박스 입점하였다.
- 경기점

2007년 3월 22일 경기도 용인시 수지구에 개점하였으며, 분당선 죽전역의 민자 역사로서 건설되었다. CGV를 입점시켰다. 본래 점포명은 '죽전점'이었으나 2009년 10월 30일부터 '경기점'으로 명칭을 변경하였다.
- 의정부점

2012년 4월 20일 경기도 의정부시에 의정부역 민자역사 사업의 일환으로 개점하였다. 영풍문고, CGV등 입점되어 있다.
- 스타필드 하남점

2016년 9월 9일 경기도 하남시에 있는 스타필드 하남 내에 위치해 있다. 이마트 트레이더스, 일렉트로마트, 메가박스, 영풍문고, 메종티시아, 토이킹덤 등의 시설도 함께 입점되어 있다.

#### 광역시 및 기타 지역 점포

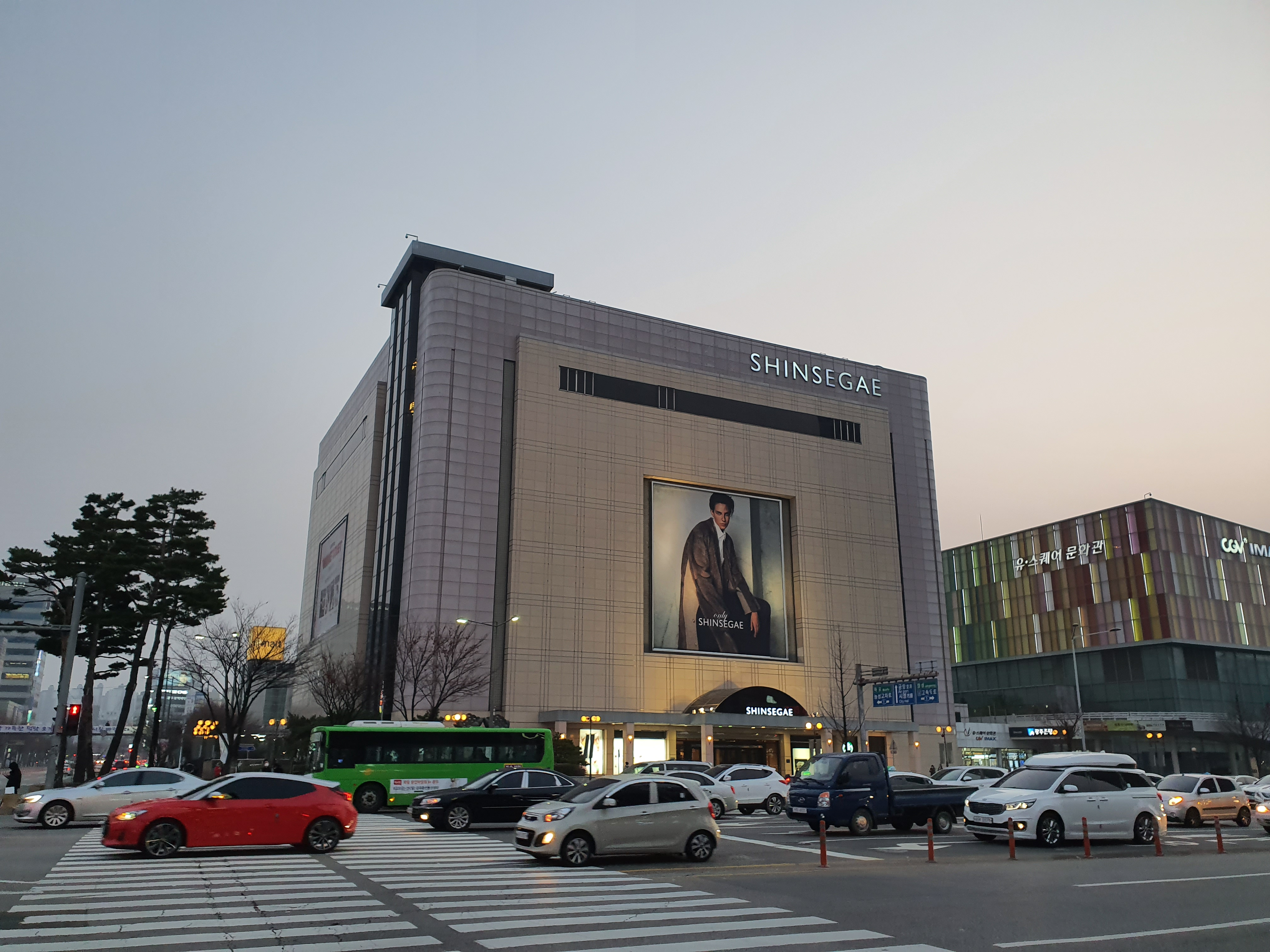
광주 신세계 백화점

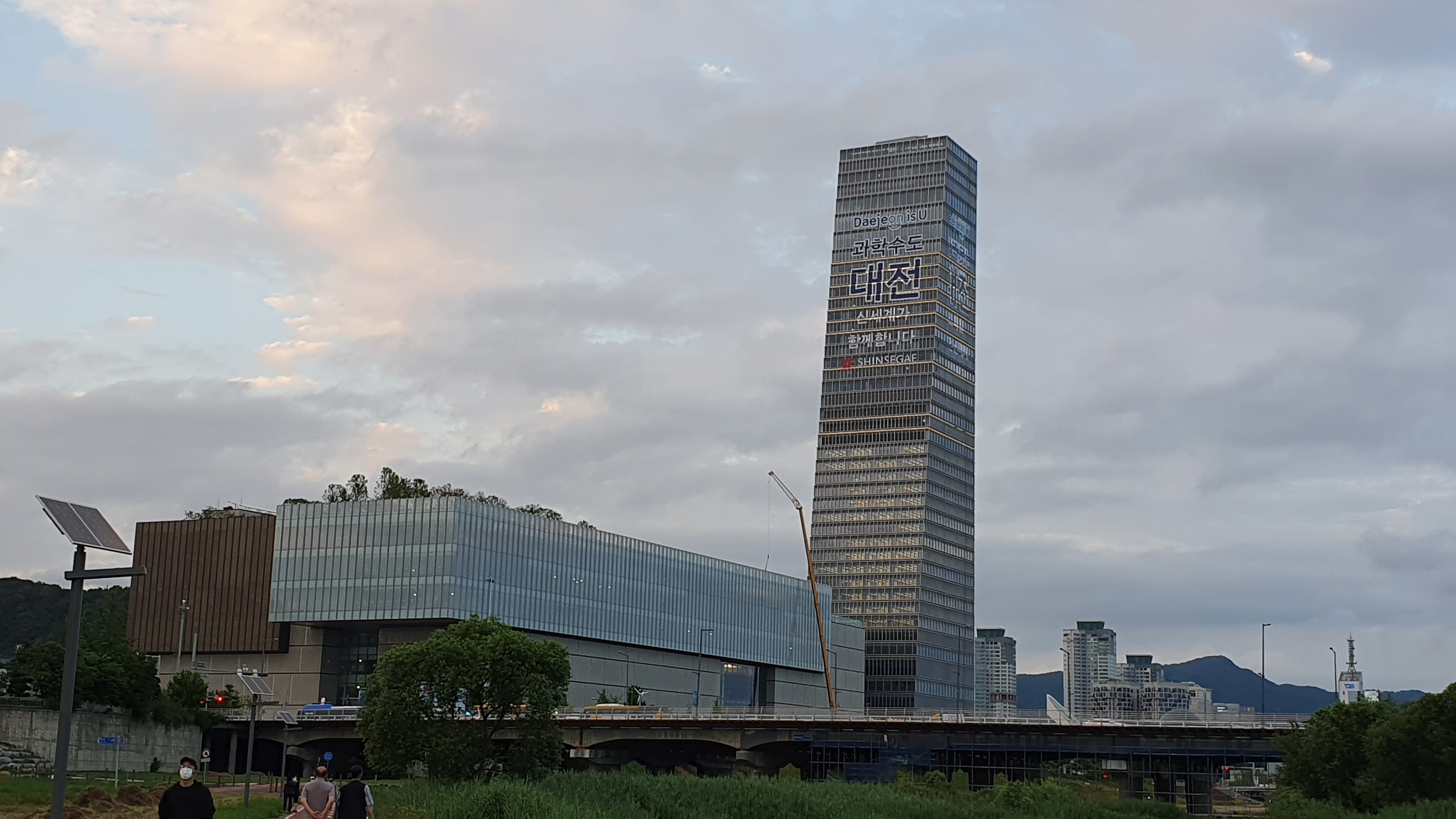
대전 신세계백화점

- 광주신세계

1995년 8월 25일 광주광역시 서구에 개점하였다. 신세계와는 별도의 법인인 광주신세계에 의하여 운영된다.
- 마산점

1987년 12월 18일 경상남도 마산시에 성안백화점으로 개점하였으며, 1997년 10월에 마산 성안백화점을 신세계가 인수하여 리모델링 공사를 시행 한 뒤 2000년 8월 17일 신세계백화점 마산점으로 재개점하였다.
- 센텀시티점

2009년 3월 3일 부산광역시 해운대구에 개점하였다. 건물 안에는 SPALAND, ICE RINK, CGV등이 입점되어 있다. 인근에 롯데백화점 센텀시티점과 부산 국제 종합 전시장 BEXCO가 있다. 2009년 6월 26일에 기네스 세계 기록에 세계 최대 백화점으로 등재되었다. 부산 도시철도 2호선 센텀시티역과 연결되어 있다. 센텀시티몰이 B블록 야외주차장 부지에 건립이 되어 2016년 3월 3일에 개장하였다. 센텀시티몰에는 백화점의 일부 컨템포러리와 스포츠, 캐주얼 브랜드 매장이 이전 및 신규 오픈하였으며 신세계면세점을 비롯해서 신세계팩토리,  키자니아 부산을 비롯한 다양한 시설들이 입점하였다.
- 천안아산점

천안아산점은 2010년 12월 10일 충청남도 천안시 동남구 신부동 천안종합버스터미널에 개점하였다. (주)아라리오의 신세계백화점과 '경영제휴 및 위탁경영'를 체결하여 복합적인 쇼핑몰로 개점하였으며, 현재 CGV, 교보문고, 이마트 등이 입점해 있다. 2021년 1월 1일 부로 점포명칭을 아라리오점으로 개칭하였다가 11개월만에 2021년 12월 1일부터  천안아산점으로 개칭하였다.
- 김해점

2016년 6월 23일 경상남도 김해시 김해여객터미널에 개점하였다. 부산-김해 경전철 봉황역과 연결되어 있다. 이외에도  일렉트로마트, 이마트 등이 입점해 있다.
- 대구신세계

동대구역 경부선 철로 건너편의 옛 금호·천일 고속터미널에 건설되는 복합환승센터 사업자로 신세계가 선정되어 2016년 12월 15일에 동대구복합환승센터로 개점하였다. 광주신세계처럼 대구 지역 법인 형태인 주식회사 신세계동대구복합환승센터로 운영하며,  신세계팩토리, 메가박스등이 입점해 있다. 본관 5층에 별관인 파미에타운이 경부선, 경부고속선 동대구역 선로와 나란히 놓여 있는 연결 통로로 연결되었고, 동대구역과도 연결되어 있다.
- 대전신세계 Art&Science

2021년 8월 27일 대전광역시 유성구 엑스포로 1 대전 사이언스 콤플렉스에 개점하였다. 광주신세계와 대구신세계처럼 대전 지역 법인 형태인 대전신세계로 운영하고 있다.

### 기타 소형지점
- 신세계 스타일마켓

2011년 12월 22일 대전복합터미널 내부 이마트 대전터미널점에서 개점하였다.

#### 신세계 팩토리 스토어 지점
- 고양점

2017년 8월 24일 스타필드 고양에 개점 하였다.
- 센텀점

2018년 12월 4일 센텀시티몰에 개점 하였다.
- 파주점

2019년 8월 23일 신세계 아웃렛에 개점 하였다.
- 강남점

2019년 9월 20일 고속버스터미널에 개점 하였다.
- 대전점

2019년 9월 27일 대전복합터미널 내부 이마트 대전터미널점에서 개점하였다.
- 타임스퀘어점

2020년 3월 8일 신세계 영등포점 폐션관지하2층에 개점 하였다. 2020년 6월 26일 부로 점포명칭을 타임스퀘어점으로 개칭하였다
- 시흥점

2020년 5월 1일 신세계 아울렛에 개점 하였다.
- 안성점

2020년 10월 5일 스타필드 안성 지상2층에 개점 하였다.
- 신세계프리미엄 여주점

2021년 2월 5일 신세계 아울렛에 개점 하였다.
- 대구점

2021년 2월 25일 대구신세계 별관 파미에타운에 개점 하였다.

## 폐지된 지점
- 대구점

대구광역시 동구 동부로 149 (신천4동)에 소재했었다. 그 전에는 1973년 8월 25일 대구백화점과 한일극장(현 CGV 대구한일관) 사이에 있는 현 WHO.A.U 매장 자리에 대구점을 개점하였으나, 1976년에 폐점하였다. 현재는 경부선 동대구역(동대구복합환승센터)에 대구신세계를 새로 개점하였다.
- 미아점

원래는 파레스백화점으로서 1985년 12월 15일에 개점하였으나 2년도 못 가 폐업하였다. 후에 건물주 ㈜뉴서울상사와 임대 계약 이후 1988년 8월 31일 신세계백화점으로 개명하였으나, 2006년 12월 1일 폐점하고 이마트 미아점으로 변경하였다.
- 천호점

천호점은 1984년 5월 5일 유니버스백화점으로 개점하였으나 이후 1992년 12월 17일 신세계백화점으로 개명하였으나, 현대백화점 천호점의 매출에 밀려 2000년 폐점하였으며, 해당 건물에는 이마트 천호점이 들어섰다.
- 동방플라자점

1982년 8월 4일 서울 태평로 동방생명(現삼성생명) 본관 지하에 개점하였으나, 1996년 1월 14일 영업을 끝으로 폐점하였다.
- 경주보문점

경주보문점은 1979년 4월 16일 개점하였으나, 몇 년 후 폐점하였다.
- 신세계 스토어 반포점

슈퍼마켓 형태로 1974년 9월 1일 개점하였으나 몇 년 후 폐점하였다.
- 영동점

강남구청역 인근, 현재 포바(POBA)빌딩 부지에 있었다. 1983년에 개점한 구 영동백화점 건물을 사용하여 1993년 11월 23일부터 영업하다가 몇 년 후 나산그룹에 인수되어 나산백화점으로서 영업하였으며, 2008년에 철거되었다.
- 김포공항점

김포공항점은 1983년 9월 17일 개점하였으나, 몇 년 후 폐점되었다.
- 인천공항점

2001년 3월 27일 인천공항에 개점하였다. 2015년 1월 3일에 폐점하였고 현재는 AK플라자가 운영하고 있다.
- 스타일마켓 성남점

2010년 9월 8일 이마트 성남점에서 개점하였다. 2015년 1월 31일에 폐점되었다.
- 스타슈퍼

2004년 2월 12일 서울 도곡동 타워팰리스II에 개점하였다가 2017년 1월에 이마트로 양도하였다.
- SSG 푸드마켓 마린시티점[23]

2012년 6월 29일 부산광역시 해운대구 우동에서 개점하였다가 2017년 1월에 이마트로 양도하였다.
- SSG 푸드마켓 청담점

2012년 7월 6일 서울특별시 강남구 청담동에서 개점하였다가 2017년 1월에 이마트로 양도하였다.
- SSG 푸드마켓 목동점

2015년 7월 8일 서울특별시 양천구 목동에 개점하였다가 2017년 1월부터 이마트로 양도하였다.
- 인천점

1997년 11월 20일 인천광역시 남구 인천종합버스터미널에 개점하였다. 인천 도시철도 1호선 인천터미널역과 지하 연결 통로로 연결되어 있다. 복합적인 쇼핑몰로 새롭게 되었으나 롯데백화점이 인천점 부지 매입에 나서게 되어 롯데백화점으로 바뀔 예정이고. 인근지역에 대체 부지 확보 검토 중이다. 대법원 판결로 롯데의 인수가 적법하다는 결론이 났고 양사간의 합의를 통해 2018년 12월 28일까지만 신세계에서 운영하고 이후로 롯데백화점에 매장을 양도하기로 했다.

## 카드서비스

### 백화점 카드
신세계 백화점 카드는 한미은행(現 한국씨티은행)에서 신용카드 부문을 흡수 합병 하기 전에 자체적으로 발급했던 신용카드였다.
2000년 11월 신세계 측은 자체 백화점 신용카드 사업부문을 한미은행에 매각하였다. 현재 제휴를 맺은 카드사 및 은행은 한국씨티은행, 삼성카드, 신한카드, 하나카드, 비씨카드 등이 있다.

### 멤버스 카드
이마트와 동일하게 자체적인 멤버스 카드가 존재하고 있다. 2001년 SK의 OK캐쉬백과 제휴하였지만, 2012년 8월로 계약이 종료되었다. 자체적인 포인트 카드 멤버십 서비스를 2012년 3월에 개시 및 . . 현금결제시 1,000원 미만 잔돈을 거스름돈 대신 포인트로 적립해주는 잔돈적립서비스를 실시하였다. 이 적립금은 비씨카드의 선불카드 기능을 통해 사용이 가능하다. 그러나 2015년 4월 30일 잔돈 적립 서비스 및 신규중단 및 카드 유효기간 내에 잔돈적립 서비스를 중단한다.

## 같이 보기
- 신세계그룹
- 이명희
- 구학서
- 정용진
- 롯데백화점
- 현대백화점